# Голани (бригада)
1-я пехотная бригада «Гола́ни» (ивр. חטיבת גולני‎) — пехотная бригада Армии обороны Израиля, сформированная 22 февраля 1948. Дислоцирована в Северном военном округе.

## Состав
В состав бригады входят:
- 12-й пехотный батальон «Бара́к»;
- 13-й пехотный батальон «Гидео́н»;
- 51-й пехотный батальон «Ха-Бокъи́м ха-ришо́н»;
- 631-й разведывательный батальон («Сайерет Голани»), в который входят, помимо прочего:
  - разведывательная рота (ивр. פלס"ר‎ пальса́р);
  - противотанковая рота (ивр. פלנ"ט‎ пальна́т);
  - инженерная рота (ивр. פלחה"ן‎ пальха́hан);
- 7086-й резервный военно-инженерный батальон «Алон» (с 2020 года)[1];
- Тренировочная база бригады (ивр. בא"ח גולני‎ бах Гола́ни);
- 351-я рота связи бригадного подчинения (ивр. פלחי"ק‎ пальхи́к).

## Участие в боевых действиях
Бригада участвовала в боевых действиях в ходе Войны за Независимость. По её завершении, в 1950-е годы была задействована в рейдах на сирийской (1951) и египетской (1955) территории. Во время Синайской кампании 1956 года выполняла задачу по захвату района города Рафа в Синайской пустыне. Бригада участвовала в арабо-израильских войнах 1967 и 1973 годов. Во время войны в Ливане 1982 года она провела одну из своих самых известных операций, взяв штурмом замок крестоносцев Бофор, удерживавшийся подразделениями ООП.
С 2004 года «Голани» выполняет задачи в пределах северной границы Израиля и в Самарии (северная часть, главным образом Дженин). В 2002 году 13 батальон бригады «Голани» был направлен на усиление бригады Гивати в секторе Газа.
Во время Второй ливанской войны 2006 года одно из подразделений бригады (51-й батальон, состоявший из срочников) понесло серьёзные потери в ходе штурма и прочёсывания населённого пункта Бинт-Джбейль на юге Ливана, превращённого боевиками организации «Хезболла» в укреплённый район.
Бригада принимала участие в операции «Литой свинец» в декабре 2008 — январе 2009 в секторе Газа.
Приняла участие в операции «Железные мечи», в ходе которой 14 ноября 2023 года взяла импровизированный парламент ХАМАСа в Газе.

## Символика
Эмблема бригады — зелёное оливковое дерево с корнями на жёлтом фоне. Зелёный и жёлтый — цвета лугов Голанских высот, где бригада первоначально дислоцировалась. Оливковое дерево известно своими сильными корнями, проникающими вглубь и цепко держащимися за почву. Это символ прочной связи бригады с историческим наследием Израиля. Жёлтый фон — напоминание о той роли, которую бригада сыграла в войне 1948 года на юге страны, где она взяла штурмом самый южный город страны — Эйлат. Первыми солдатами бригады были еврейские крестьяне и недавние иммигранты. Коричневые береты военнослужащих символизируют землю Израиля — своим цветом они резко отличаются от ярких цветов беретов военнослужащих других пехотных бригад армии Израиля (фиолетовый, ярко-зелёный, красный). Свои береты бригада получила в знак заслуг военнослужащих её роты специального назначения — спецназ (Sayeret Golani) во время операции по освобождению заложников в аэропорту Энтеббе, Уганда (1976).

## Снаряжение
На снаряжении бригады, как и у других пехотных бригад АОИ, находятся бронетранспортёры «Ахзарит», с 2010 года бригада находится в процессе освоения тяжёлых бронетранспортёров «Намер».
Основным стрелковым вооружением с 2008 по 2011 год был компактный «Тавор» CTAR 21, c 2012 — укороченный MTAR-21 (Micro TAR).

## Командиры бригады
| Имя                 | Период             | Комментарий                                                                          |
| Моше Ман            | февраль — май 1948 |                                                                                      |
| Мишаэль Шахам       | май — июль 1948    |                                                                                      |
| Нахум Голан         | 1948 — 1950        | В дальнейшем бригадный генерал (тат-алуф)                                            |
| Дан Ланер           | 1950               | В дальнейшем генерал-майор (алуф)                                                    |
| Авраам Йоффе        | 1950 — 1951        | В дальнейшем генерал-майор (алуф)                                                    |
| Меир Амит           | 1951 — 1952        | В дальнейшем генерал-майор (алуф) и директор «Моссада»                               |
| Асаф Симхони        | 1952 — 1954        | В дальнейшем генерал-майор (алуф)                                                    |
| Иссахар Шадми       | 1954 — 1955        | В дальнейшем бригадный генерал (тат-алуф)                                            |
| Хаим Бен-Давид      | 1955 — 1956        | В дальнейшем генерал-майор (алуф)                                                    |
| Биньямин Гибли      | 1956 — 1957        |                                                                                      |
| Аарон Дорон         | 1957 — 1958        | В дальнейшем генерал-майор (алуф)                                                    |
| Элад Пелед          | 1958 — 1960        | В дальнейшем генерал-майор (алуф)                                                    |
| Аарон Ярив          | 1960 — 1961        | В дальнейшем генерал-майор (алуф)                                                    |
| Мордехай Гур        | 1961 — 1963        | В дальнейшем генерал-лейтенант (рав-алуф), 10-й Начальник Генштаба армии             |
| Ури Бар-Рацон       | 1963 — 1965        |                                                                                      |
| Шломо Альтон        | 1965 — 1966        | В дальнейшем погиб от ранения, полученного во время Шестидневной войны               |
| Йона Эфрат          | 1966 — 1968        | Командир бригады во время Шестидневной войны; в дальнейшем генерал-майор (алуф)      |
| Йекутиэль Адам      | 1968 — 1970        | В дальнейшем генерал-майор (алуф); погиб во время Ливанской войны                    |
| Йехуда Голан        | 1970 — 1972        | В дальнейшем бригадный генерал (тат-алуф)                                            |
| Амир Дрори          | 1972 — 1974        | Командир бригады во время Войны Судного дня; в дальнейшем генерал-майор (алуф)       |
| Ури Симхони         | 1974 — 1975        | В дальнейшем генерал-майор (алуф)                                                    |
| Хаим Биньямини      | 1975 — 1976        | В дальнейшем бригадный генерал (тат-алуф)                                            |
| Ури Саги            | 1976 — 1977        | В дальнейшем генерал-майор (алуф)                                                    |
| Амир Реувени        | 1977 — 1978        | В дальнейшем бригадный генерал (тат-алуф)                                            |
| Давид Кац           | 1978 — 1980        | В дальнейшем бригадный генерал (тат-алуф)                                            |
| Илан Биран          | 1980 — 1981        | В дальнейшем генерал-майор (алуф)                                                    |
| Эрвин Лави          | 1981 — 1982        | Командир бригады во время Ливанской войны; в дальнейшем бригадный генерал (тат-алуф) |
| Иммануэль Харт      | 1982 — 1984        | В дальнейшем бригадный генерал (тат-алуф)                                            |
| Цви Полег           | 1984 — 1986        | В дальнейшем бригадный генерал (тат-алуф)                                            |
| Габи Офир           | 1986 — 1987        | В дальнейшем генерал-майор (алуф)                                                    |
| Габи Ашкенази       | 1987 — 1988        | В дальнейшем генерал-лейтенант (рав-алуф), 19-й Начальник Генштаба армии             |
| Барух Шпигель       | 1988 — 1990        | В дальнейшем бригадный генерал (тат-алуф)                                            |
| Моше Цин            | 1990 — 1991        | В дальнейшем бригадный генерал (тат-алуф)                                            |
| Яир Наве            | 1991 — 1993        | В дальнейшем генерал-майор (алуф)                                                    |
| Моше Каплински      | 1993 — 1995        | В дальнейшем генерал-майор (алуф)                                                    |
| Эрез Герштейн       | 1995 — 1997        | В дальнейшем бригадный генерал (тат-алуф); погиб в Ливане                            |
| Гади Айзенкот       | 1997 — 1999        | В дальнейшем генерал-лейтенант (рав-алуф), 21-й Начальник Генштаба армии.            |
| Шмуэль Закай        | 1999 — 2001        | В дальнейшем бригадный генерал (тат-алуф)                                            |
| Моше («Чико») Тамир | 2001— 2003         | В дальнейшем бригадный генерал (тат-алуф)                                            |
| Эрез Цукерман       | 2003 — 2005        | В дальнейшем бригадный генерал (тат-алуф)                                            |
| Тамир Ядай          | 2005 — 2008        | Командир бригады во время Второй ливанской войны; в дальнейшем генерал-майор (алуф)  |
| Ави Пелед           | 2008 — 2010        |                                                                                      |
| Офек Бухрис         | 2010 — 2012        | В дальнейшем бригадный генерал (тат-алуф)                                            |
| Янив Асор           | 2012 — 2014        | В дальнейшем генерал-майор (алуф)                                                    |
| Гассан Алиан        | 2012 — 2016        | В дальнейшем генерал-майор (алуф)                                                    |
| Шломи Биндер        | 2016 — 2018        | В дальнейшем генерал-майор (алуф)                                                    |
| Шай Клепер          | 2018 — 2020        | В дальнейшем генерал-майор (алуф)                                                    |
| Барак Хирам         | 2020 — 2022        | В дальнейшем бригадный генерал (тат-алуф)                                            |
| Яир Пели            | 2022 — 2024        | В дальнейшем бригадный генерал (тат-алуф)                                            |
| Ади Ганон           | с апреля 2024      |                                                                                      |